# Alternare (geometrie)
În geometrie o alternare sau trunchiere parțială este o operație pe un poligon, poliedru, pavare sau politop din dimensiuni superioare care elimină vârfuri alternativ.
Coxeter etichetează o alternare cu prefixul h, reprezentând hemi (sau în engleză half – jumătate). Deoarece alternarea reduce la jumătate numărul laturilor la toate fețele poligonale, ea poate fi aplicată numai politopurilor la care toate fețele au un număr par de laturi. O față pătrată alternată devine un digon și, fiind degenerată, este de obicei redusă la o singură latură (muchie).
În general orice poliedru uniform pe vârfuri sau pavare cu o configurație a vârfului constând din elemente pare poate fi alternat. De exemplu, alternarea unei figuri a vârfului cu 2a.2b.2c este a.3.b.3.c.3 unde trei este numărul de elemente din această figură a vârfului. Un caz particular sunt fețele pătrate care devin digoane degenerate. Deci, de exemplu, cubul 4.4.4 este alternat ca 2.3.2.3.2.3 care se reduce la 3.3.3, care este un tetraedru, iar toate cele 6 muchii ale tetraedrului pot fi văzute și ca fețele degenerate ale cubului original.

## Snub
În terminologia lui Coxeter un snub poate fi văzut ca o alternare a unui poliedru regulat sau cvasiregulat trunchiat. În general, operatorul snub se poate aplica doar un poliedru cu fețe cu numere pare de laturi. Operatorul snub se poate aplica tuturor poliedrelor trunchiate rectificate, nu doar celor regulate.
Antiprisma pătrată snub este un exemplu de snub general, și poate fi reprezentată prin ss{2,4}, cu antiprisma pătrată, s{2,4}.

## Politopuri alternate
Operația de alternare se poate aplică și politopurilor și fagurilor din dimensiuni superioade, dar în general majoritatea rezultatelor acestei operații nu vor fi uniforme. În general golurile create de vârfurile șterse nu vor crea fațete uniforme și de obicei nu există suficiente grade de libertate pentru a permite o redimensionare adecvată a noilor laturi. Există, totuși, excepții, cum ar fi obținerea unui 24-celule snub din 24-celule trunchiat.
Exemple:
- Faguri
  1. Un fagure cubic alternat este fagurele tetraedric-octaedric.
  2. Un fagure prismatic hexagonal alternat este un fagure cubic alternat girat.
- 4-politopuri
  1. Un 24-celule trunchiat alternat este un 24-celule snub.
- 4-faguri:
  1. Un fagure 24-celule trunchiat alternat este un fagure 24-celule snub.
- Un hipercub poate fi întotdeauna alternat într-un demihipercub uniform.
  1. Cub → Tetraedru (regulat)
 → 
  2. Tesseract (8-celule) → 16-celule (regulat)
 → 
  3. Penteract (5-cub) → demipenteract (semiregulat)
  4. Hexeract (6-cub) → demihexeract (uniform)

## Poliedre alternate
Coxeter a folosit și operatorul a, care conține ambele jumătăți, deci conservă simetria originală. Pentru poliedre regulate cu fețe cu un număr par de laturi, a{2p,q} reprezintă un compus poliedric din două copii opuse ale h{2p,q}. Pentru poliedre regulate cu fețe cu un număr impar de laturi, mai mare de 3, a{p,q}, devine un poliedru stelat.
Norman Johnson a extins utilizarea operatorului alternare a{p,q}, b{p,q} pentru blended (amestecat) și c{p,q} pentru convertit, pentru , , respectiv .
Poliedrul compus cunoscut sub numele de octaedru stelat poate fi reprezentat de {4,3} (un cub alternat) și , .
Poliedrul stelat cunoscut sub numele de micul icosidodecaedru ditrigonal poate fi reprezentat de {5,3} (un dodecaedru alternat) și , . Aici toate pentagoanele au fost alternate în pentagrame și au fost introduse triunghiuri pentru a ocupa laturile libere rezultate.
Poliedrul stelat cunoscut sub numele de marele icosidodecaedru ditrigonal poate fi reprezentat de {5/2,3} (marele dodecaedru stelat) și , . Aici toate pentagramele au fost alternate înapoi în pentagoane și au fost introduse triunghiuri pentru a ocupa laturile libere rezultate.

## Trunchieri alternate
O operație similară poate trunchia alternativ vârfurile în loc să le elimine. Mai jos este un set de poliedre care pot fi generate din poliedrele Catalan. Acestea au două tipuri de vârfuri care pot fi trunchiate alternativ. Trunchierea vârfurilor „de ordin superior” și a ambelor tipuri de vârfuri produce următoarele forme:
| Nume                                              | Inițial | Trunchiere alternată | Trunchiere | Denumirea trunchierii          |
| ------------------------------------------------- | ------- | -------------------- | ---------- | ------------------------------ |
| Cub Dual al tetraedrului rectificat               |         |                      |            | Cub trunchiat alternat         |
| Dodecaedru rombic Dual al cuboctaedrului          |         |                      |            | Dodecaedru rombic trunchiat    |
| Triacontaedru rombic Dual al icosidodecaedrului   |         |                      |            | Triacontaedru rombic trunchiat |
| Tetraedru triakis Dual al tetraedrului trunchiat  |         |                      |            | Tetraedru triakis trunchiat    |
| Octaedru triakis Dual al cubului trunchiat        |         |                      |            | Octaedru triakis trunchiat     |
| Icosaedru triakis Dual al dodecaedrului trunchiat |         |                      |            | Icosaedru triakis trunchiat    |